# Консоль (ценная бумага)
Консоль (англ. consol, сокр. от consolidated annuity) — бессрочный долговой инструмент (ценная бумага), с периодическими фиксированными купонными платежами, не имеющий срока погашения, по которому не производится уплата принципала (погашение номинальной стоимости ценной бумаги).
Название этого долгового инструмента происходит от сокращенного названия consolidated annuities (консолидированный доход (рента), консолидированный аннуитет). Консоль — это форма ценных бумаг, впервые выпущенная в XVIII веке в Великобритании. В 1752 году канцлером казначейства Великобритании и премьер-министром Генри Пелэмом все выпущенные в обращение подлежащие погашению обязательства были конвертированы в один вид ценных бумаг, Английский консолидированный 3,5 % аннуитет. Номинальная стоимость консоли была равна 100 фунтов стерлингов. В течение следующих двух столетий Парламент последовательно уменьшал купонные платежи по консолям.
В XVIII и первой половине XIX веков консоли играли важнейшую роль в государственном долге Великобритании. Они служили основным инструментом, которым британское правительство финансировало войну с мятежными американскими колониями и участие в наполеоновских войнах.
Выпущенные в XVIII веке консоли длительное время находились в обороте, к XXI веку в форме 2,5 % консолидированных облигаций, составляя небольшую часть портфеля долговых обязательств правительства Соединённого королевства. Они были полностью погашены в 2015 году.
В России первопроходцем в выпуске таких бумаг является ВТБ.